# Cát An (huyện)
Cát An (chữ Hán giản thể: 吉安县, âm Hán Việt: Cát An huyện) là một huyện thuộc địa cấp thị Cát An, tỉnh Giang Tây, Cộng hòa Nhân dân Trung Hoa. Huyện này có diện tích 2111 ki-lô-mét vuông, dân số năm 1999 là 554.693 người..Mã số bưu chính là 343100. Chính quyền huyện đóng ở trấn Đôn Hậu. Di chỉ đồ gốm Cát An, một di tích cấp quốc gia Trung Quốc nằm ở huyện này.

## Hành chính
Huyện Cát An được chia ra làm 21 đơn vị hành chính cấp hương, gồm 2 nhai đạo, 13 trấn và 6 hương. Ngoài ra huyện này còn quản lí 2 đơn vị tương đương cấp hương khác
- Nhai đạo: Cao Tân (高新街道), Kim Kê Hồ (金鸡湖街道)
- Trấn: Đôn Hậu (敦厚镇), Vĩnh Dương (永阳镇), Thiên Hà (天河镇), Hoành Giang (横江镇), Cố Giang (固江镇), Vạn Phúc (万福镇), Vĩnh Hòa (永和镇), Đồng Bình (桐坪镇), Phượng Hoàng (凤凰镇), Du Điền (油田镇), Ngao Thành (敖城镇), Mai Đường (梅塘镇), Lý Điền (浬田镇)
- Hương: Bắc Nguyên (北源乡), Đại Xung (大冲乡), Đăng Long (登龙乡), An Đường (安塘乡), Quan Điền (官田乡), Chỉ Dương (指阳乡)

Đơn vị ngang cấp hương khác
- Khu công nghiệp kĩ thuật cao Cát An (吉安高新技术产业园区)
- Khu khai phát kinh tế kĩ thuật Tỉnh Cương Sơn (井冈山经济技术开发区)